# Broken Social Scene (álbum)
Broken Social Scene é o terceiro álbum de estúdio da banda homônima Broken Social Scene, lançado em 2005.
| Críticas profissionais                                                      | Críticas profissionais |
| Avaliações da crítica                                                       | Avaliações da crítica  |
| Fonte                                                                       | Avaliação              |
| --------------------------------------------------------------------------- | ---------------------- |
| allmusic                                                                    | [ 1 ]                  |
| Cokemachineglow                                                             | (74%)                  |
| Entertainment.ie                                                            | [ 3 ]                  |
| Okayplayer                                                                  | [ 4 ]                  |
| Pitchfork                                                                   | [ 5 ]                  |
| PopMatters                                                                  | [ 6 ]                  |
| Stylus                                                                      | (B+)                   |
| Esta tabela precisa de ser acompanhada por texto em prosa. Consulte o guia. |                        |

## Faixas
1. "Our Faces Split the Coast in Half" – 3:42
2. "Ibi Dreams of Pavement (A Better Day)" – 4:27
3. "7/4 (Shoreline)" – 4:53
4. "Finish Your Collapse and Stay for Breakfast" – 1:24
5. "Major Label Debut" – 4:28
6. "Fire Eye'd Boy" – 3:59
7. "Windsurfing Nation" – 4:36
8. "Swimmers" – 2:55
9. "Hotel" – 4:35
10. "Handjobs for the Holidays" – 4:39
11. "Superconnected" – 5:39
12. "Bandwitch" – 6:58
13. "Tremoloa Debut" – 0:59
14. "It's All Gonna Break" – 9:55